# R. M. Smyllie
Robert Maire Smyllie (geboren am 20. März 1893 in Glasgow; gestorben am 11. September 1954 in Dublin) war ein irischer Journalist. Von 1934 bis zu seinem Tod 1954 war er Herausgeber der Irish Times.

## Leben
Smyllie entstammte einer presbyterianischen Familie und wuchs in Sligo auf, wo sich sein Vater seit 1892 als Eigentümer und Herausgeber der Lokalzeitung The Sligo Times publizistisch betätigte. 1911 bis 1913 studierte er am Trinity College, Dublin und fand anschließend in Berlin eine Anstellung als Privatlehrer für den Spross eines wohlhabenden Amerikaners. Bei Ausbruch des Ersten Weltkriegs wurde er als britischer Staatsbürger im Internierungslager Ruhleben festgesetzt, wo er bis zum Kriegsende 1918 bleiben musste. Hier trat er mit Artikeln in der zweiwöchentlich erscheinenden Lagerzeitung The Ruhleben Camp Magazine erstmals journalistisch in Erscheinung.
Kurz nach seiner Freilassung wurde er von der in Dublin ansässigen Irish Times als Berichterstatter für die Pariser Friedenskonferenz 1919 engagiert. Nach seiner Rückkehr nach Irland berichtete er für das Blatt vor allem über innenpolitische Entwicklungen, wurde mit seinen Artikeln und Enthüllungen einer der bekanntesten Journalisten des Landes und schließlich 1934 nach dem Tod von James Healy dessen Nachfolger als Herausgeber der Zeitung. Unter seiner Leitung positionierte sich das zuvor von der politisch und ökonomisch vorherrschenden Elite der „Protestant Ascendancy“ geprägte und probritische Blatt allmählich neu und näherte sich dem republikanisch-nationalistischen Zeitgeist an, der die Politik des Irischen Freistaats (bis 1937) und dann der Republik Irland bestimmte; bis zu seinem Tod 1954 war er aber zugleich Dublin-Korrespondent der Londoner Times. Als entschiedener Gegner des Faschismus berichtete er bis zum Ausbruch des Zweiten Weltkriegs auch über die Entwicklungen in Mitteleuropa. Für eine Reportage über die Sudetenkrise wurde er am 15. Februar 1939 mit dem Orden des Weißen Löwen ausgezeichnet, der höchsten staatlichen Auszeichnung der Tschechoslowakei für Ausländer. Nach Kriegsausbruch geriet er als Herausgeber wiederholt in Konflikt mit der zu dieser Zeit verschärften staatlichen Pressezensur.
Smyllie war zudem eine prägende Figur des Dubliner Literaturbetriebs der 1930er und 1940er Jahre. Er protegierte angehende Schriftsteller wie Brendan Behan oder auch Brian O’Nolan, den er 1940 für die Kolumne Cruiskeen Lawn verpflichtete, die bis zu O’Nolans Tod 1966 erschien und deren Texte heute zum Kanon der irischen Literatur zählen. Smyllie selbst veröffentlichte unter dem Pseudonym Nichevo schon seit den 1920er Jahren eine zumeist wöchentlich erscheinende Kolumne und war zudem ab 1927 der erste Autor der bis heute erscheinenden Rubrik An Irishman's Diary.
Smyllie galt auch als Lebemensch und Exzentriker. Er war schwer übergewichtig und neigte zum Alkoholismus. Seiner Mutter versprach er an ihrem Sterbebett, Alkohol nicht mehr anzufassen, weswegen er in der Folge beim Whiskeytrinken weiße Handschuhe trug. Auf der Straße trug er oft einen grünen Sombrero.